# Raión de Kazanka
Kazanka (en ucraniano: Казанківський район) es un raión o distrito de Ucrania en el óblast de Mykolaiv. 
Comprende una superficie de 1349 km².
La capital es la ciudad de Kazanka.

## Demografía
Según estimación 2010 contaba con una población total de 21900 habitantes.

## Otros datos
El código KOATUU es 4823600000. El código postal 56000 y el prefijo telefónico +380 5164.